# Termitariopsis cavernosa
Termitariopsis cavernosa är en svampart som beskrevs av M. Blackw., Samson & Kimbr. 1980. Termitariopsis cavernosa ingår i släktet Termitariopsis och familjen Kathistaceae.   Inga underarter finns listade i Catalogue of Life.